# Верхнетобольское водохранилище
Верхнетобольское водохранилище (каз. Жоғарғы Тобыл бөгені) — водохранилище на реке Тобол в Казахстане на территории Денисовского района Костанайской области. Сдано в эксплуатацию в 1977 году.
Площадь водохранилища — 87,4 км², объём — 816,6 млн м³, длина — 40 км, ширина — 7,5 км, средняя глубина — 6,3 м, общая длина береговой линии — 120 км, площадь водосбора — 23 тыс. км².
С юга впадает река Котюбок. Образует единый каскад вместе с Каратомарским и Амангельдинским водохранилищами. Вода водохранилища в основном используется для технических нужд Лисаковского ГОКа.